# Rostra republicanos

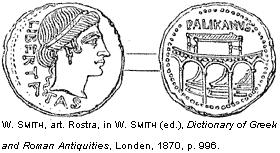
Pieza romana cuñada por Lolio Palicano en 44 a. C., partidario de César. En el reverso, una representación de los rostra republicanos. Tres de los espolones son visibles, así como el subsellium de los tribunos.

Los Rostra republicanos (en latín: Rostra Vetera, «rostra antiguos») eran una tribuna que durante la República romana sirvió a los oradores para dirigirse a las asambleas que se reunían en el Comitium de Roma, corazón político de la ciudad.
La tribuna debe su nombre a los espolones (o rostra, pl. de rostrum) que adornaban una de sus caras. Se les llamó Rostra Vetera en la época del Imperio para distinguirlos de otras plataformas que se construyeron con el mismo nombre de «Rostra».

## Ubicación
Los Rostra Vetera se encontraban en el borde meridional del Comitium, de cara a la Curia Hostilia, separando el espacio central del Comitium de la explanada del Foro Romano.
Tras ser nombrado dictador vitalicio, Julio César emprendió la reforma del Foro y previó desplazar los rostra a fin de que la tribuna se colocara de cara a la explanada del Foro. Esta nueva tribuna se conoció con el nombre de Rostra Nova y luego con el de Rostra Augusti tras el año 42 a. C. cuando Augusto reanudó los trabajos comenzados por César.

## Función
Hasta el 145 a. C., un augur hacía los auspicios desde la plataforma. Si los presagios (omen) eran favorables, convocaba a los magistrados y senadores y enviaba a un heraldo a informar al pueblo. Durante la asamblea, los magistrados, los senadores y los ciudadanos pronunciaban sus discursos sobre las leyes propuestas, o a fvor o en contra de candidatos electorales desde la tribuna.
Antes de votarse una ley, un heraldo la leía al pueblo desde los Rostra. Al final del proceso legislativo, los tribunos eran llamados cada uno por turno al templum que representaba los rostra para votar. 
Desde el 145 a. C., la población que votaba se convirtió en demasiado importante para reunirse en el Comitium y los rostra fueron abandonados en favor del templo de Cástor y Pólux donde los escalones servían como nueva tribuna··.
Los Rostra sirvieron igualmente de tribunal para los asuntos penales. A mediados de la República, el asunto se llevaba ante las asambleas romanas y dirigido por un magistrado según un procedimiento precisado en la Ley de las Doce Tablas. Para el año 70 a. C., el tribunal (Quaestio de repetundis) estaba compuesto por un jurado de 50 a 75 ciudadanos y presidido por un magistrado.
Además de los procesos celebrados en el Comitium, los Rostra sirvieron de tribuna a los magistrados que se reunían en las sillas curules, acompañados por un pequeño número de asistentes. Se reunían bancos (subsellia) para los jurados, el acusado, el acusador y sus partidarios. Los espectadores (corona) se colocaban en los escalones alrededor·.
A finales de la República, los Rostra se usaron para ejecuciones de la pena capital y para exponer los despojos de los enemigos políticos o para sus funerales.

## Historia
Bajo la Monarquía, era costumbre para los oradores colocarse en alto para dirigirse a las asambleas. En el Comitium arcaico, los oradores debieron servirse de los altares del Volcanal·.
Consagrado como un templum por los augures, la primera tribuna auténtica se construyó durante el siglo VI a. C. en el Comitium de cara al edificio en el que se reunía el Senado. En el 338 a. C., el cónsul Cayo Menio hizo pavimentar con piedra el Comitium y decorar la tribuna con seis espolones de navíos enemigos capturados en la batalla naval de Ancio. De ahí que se empezara a allamar este lugar como Rostra.

De los navíos de Ancio, una parte entró en los arsenales de Roma, otra se quemó, y sus espolones se colocaron en la tribuna elevada sobre el Foro, y este lugar consagrado tomó entonces el nombre de Rostra.
Tito Livio, Ab Urbe Condita, VIII, 12

A mitad del siglo III a. C., a principios de la primera guerra púnica, el Comitium pasó por una importante remodelación. Adoptó una forma circular rodeada de gradas. Los rostra se reconstruyeron igualmente en esta ocasión. Se colocó un reloj de sol.
En el 87 a. C., Cayo Mario y Cina se apoderaron de Roma y expusieron la cabeza cortada del cónsul vencido, Cneo Octavio, en los Rostra. En 67 a. C., Julio César pronunció un discurso desde la tribuna para defender una propuesta de ley del tribuno Aulo Gabinio que preveía entregar a Pompeyo un mando extraordinario para terminar con los piratas del Mediterráneo. A pesar de la oposición del Senado, la ley fue aprobada (lex Gabinia).
Poco después del asesinato de César, el 15 de marzo del 44 a. C., Bruto y Casio se dirigieron a una multitud hostil, trastornada por la muerte del dictador desde la tribuna. Más tarde, el 20 de marzo, el cuerpo cubierto de heridas de César se colocó en una capilla ante los rostra.
Tras la ejecución de Cicerón el 7 de diciembre del año 43 a. C., Marco Antonio ordenó que la cabeza y las manos cortadas del orador fueran expuestas en la tribuna.

Por orden de Antonio, le cortaron la cabeza y las manos, aquellas manos con las que había escrito las Filípicas
Plutarco, La vida de Cicerón, 48, 1-4

## Descripción
En origen, se trató de una plataforma rectangular, probablemente de madera, a la que se accedería por dos escaleras laterales. La tribuna se abría a la vez al lado del Comitium y por el lado del Foro.
La tribuna, reconstruida en piedra al mismo tiempo que el Comitium, estaba decorada por los seis espolones de navíos. Más tarde, los rostra fueron adaptados a la nueva forma circular del Comitium. Los peldaños de acceso que servían igualmente como graderío, girados hacia el Comitium, adoptaron una forma de arco de círculo adaptándose a la curva de la plaza. Los espolones estaban fijados a la cara exterior, girados hacia el Foro. Esta cara, si hemos de fiarnos de la representación que figura en el reverso de una moneda, estaba decorada con una arcada que sostiene un parapeto. El acceso a la plataforma se hacía por los dos extremos por dos escaleras, una permitiendo subir y la otra para descender.
La tribuna tenía un reloj de sol instalado hacia el año 267 a. C. y las estatuas de hombres políticos influyentes como Camilo, Sila o Pompeyo. Se elevaron numerosas columnas y monumentos honoríficos, hasta el punto que el Senado decidió retirar para hacer sitio. Entre los monumentos pueden citarse las estatuas de tres sibilas y las estatuas de embajadores romanos muertos en el transcurso de sus misiones, como los embajadores romanos asesinados por los fidenates en 432 a. C.··, estos muertos por orden de la reina de Iliria Teuta en 230 a. C.·, Gneo Octavio asesinado por orden de Antíoco en 163 o 162 a. C.· y, en fin, el embajador Servio Sulpicio Rufo, muerto durante una misión a Marco Antonio.